# フランシスコ・ペレス・マルティネス
フラン・ペレス（Fran Pérez）ことフランシスコ・ペレス・マルティネス（Francisco Pérez Martínez、2002年9月9日 - ）は、スペイン・バレンシア出身のサッカー選手。バレンシアCF所属。ポジションはFW。

## クラブ経歴
2011年にバレンシアCFのカンテラに入団し、2020-21シーズン開幕前にBチームへと昇格した。Bチームでの2シーズン目にあたる2021-22シーズン、テルセーラ・ディビシオンRFEFで36試合に出場して13得点を記録した。
2022年8月29日、プリメーラ・ディビシオンのアトレティコ・マドリード戦にて、81分にトニ・ラトとの途中交代でトップチームデビューを果たした。
2023年8月9日、2023-24シーズンからトップチームへ登録されることが発表された。

## 人物
実父はバレンシアCFやマラガCFなどでプレーした元スペイン代表のプロサッカー選手であるフランシスコ・ルフェテ。